# Magicicada septendecim
Magicicada septendecim là một loài côn trùng thuộc họ Cicadidae. Loài này được tìm thấy ở Canada và Hoa Kỳ.
Đây là loài bản địa Canada và Hoa Kỳ. Vòng đời trung bình của chúng từ khi trứng đến khi chết tự nhiên là khoảng 17 năm. Tuy nhiên, vòng đời của chúng có thể dao động từ 13 đến 21 năm. 

## Hình ảnh

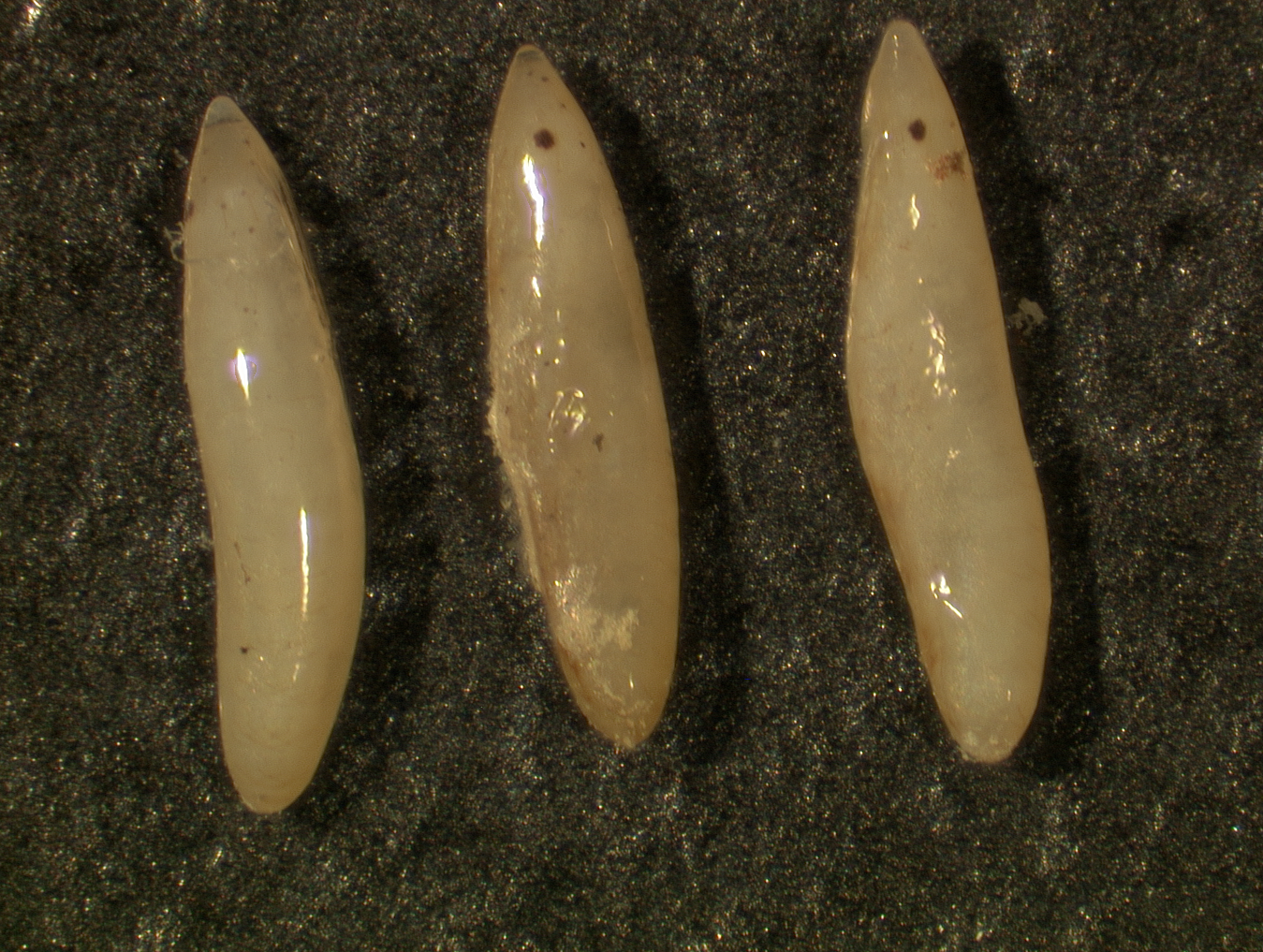
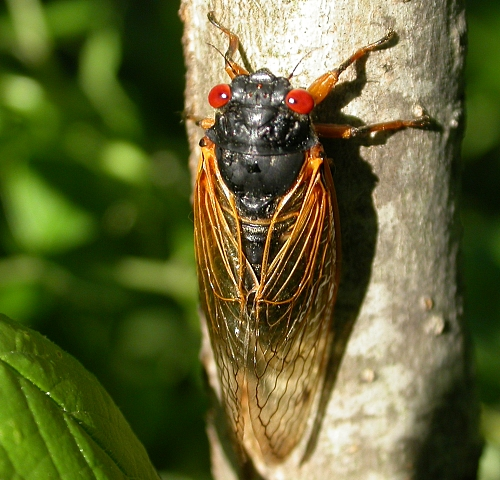
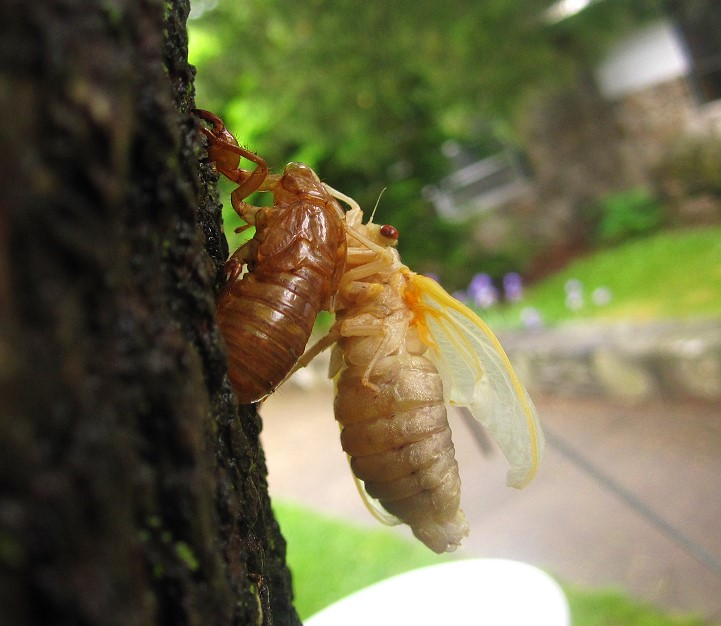
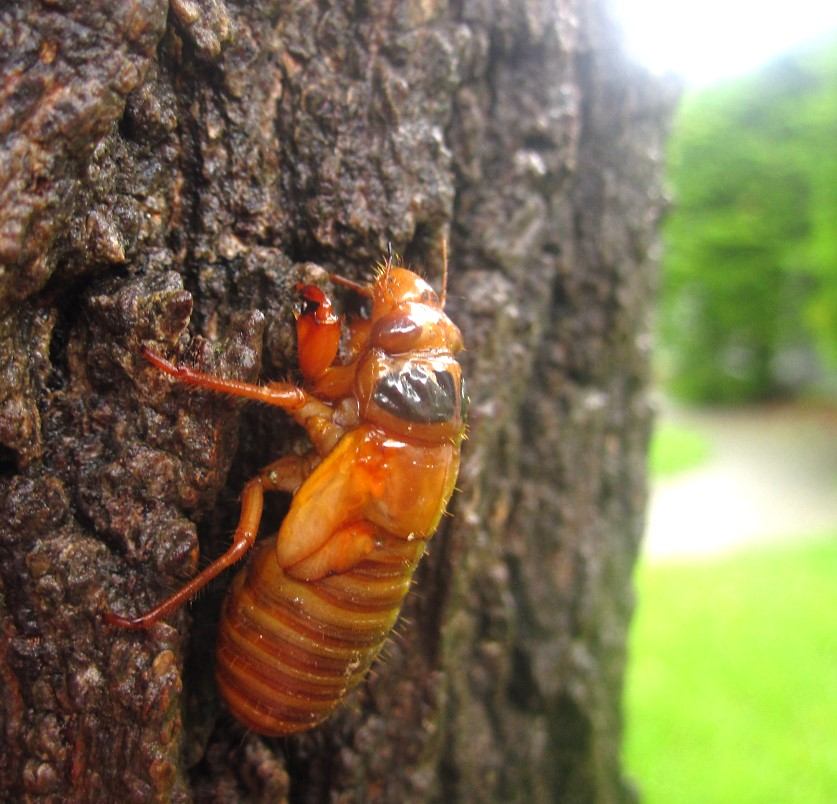